# Ле Муатюрье, Антуан
Антуан Ле Муатюрье, Лемуатюрье (фр. Antoine Le Moiturier; 1425, Авиньон, Прованс — ок. 1495, Париж) — скульптор раннего французского Ренессанса франко-фламандской или бургундской школы.

## Биография
Об этом скульпторе известно крайне мало. Он родился в Авиньоне в семье скульпторов и резчиков по камню. Племянник и ученик Жака Мореля, Антуан Ле Муатюрье обучался в его студии в Авиньоне между 1441 и 1445 годами. Он периодически упоминается в этом городе между 1449 и 1463 годами. Известно, что Антуан работал под руководством Мореля над гробницей Карла I, герцога Бурбонского в Совиньи, созданной Жаком Морелем.
В 1461 году каноник Жак Оболи поручил Ле Муатюрье создание запрестольного образа в церкви Сен-Пьер в Авиньоне. Оболи умер до того, как работа была завершена, и в 1463 году церковь заказала новую композицию, изображающую Страшный суд. Скульптор завершил её два года спустя. Эта работа включала статуи Иисуса, Святых Петра и Павла и нескольких ангелов. Однако она была уничтожена в 1659 году, и в музее Малого дворца в Авиньоне сохранились только два ангела из более чем шестнадцати фигур, которые позволяют идентифицировать его индивидуальный стиль.
Вслед за Жаном де ла Уэртом Ле Муатюрье завершил группу скульптур плакальщиков, известных как «Скорбящие Дижона». Завершённые в 1470 году, эти скульптуры находятся на архитектурном фризе надгробия герцога Иоанна Бесстрашного и Маргариты Баварской во дворце герцогов Бургундских в Дижоне. Вначале эта работа была поручена мастерской Клауса Слютера, но затем перешла к де ла Уэрту и Ле Муатюрье.
В 1478 году он вернулся в Авиньон. В 1466—1494 годах жил и работал в Дижоне. Считается, что Ле Муатюрье выполнил скульптуры надгробия сенешаля Филиппа По (1477—1483). Предположительно мотив скорбного шествия подсказан работами Клауса Слютера, но в данном произведении сам мотив беспокойных складок одежд «как бы олицетворяет скорбь». «Фигуры этого надгробия пугают своим иллюзорным натурализмом, присущим поздней готике, но в них уже чувствуется мягкая пластика, свойственная ренессансной скульптуре следующего столетия». Последний раз имя скульптора упоминается в Париже в 1497 году.

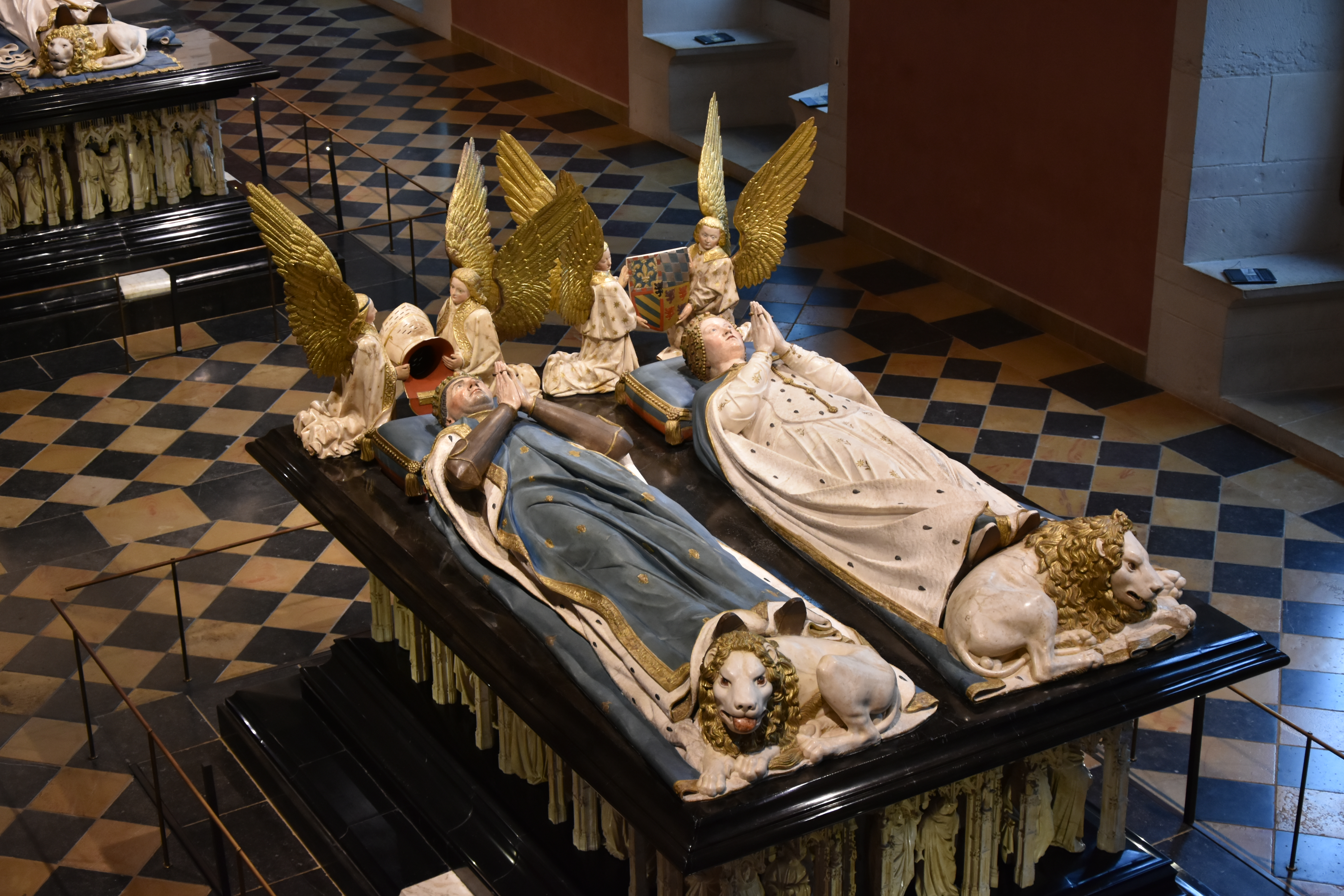
Надгробие Иоанна I Бургундского и Маргариты Баварской. 1410. Мрамор, алебастр, роспись. Монастырь Шанмоль, Дижон
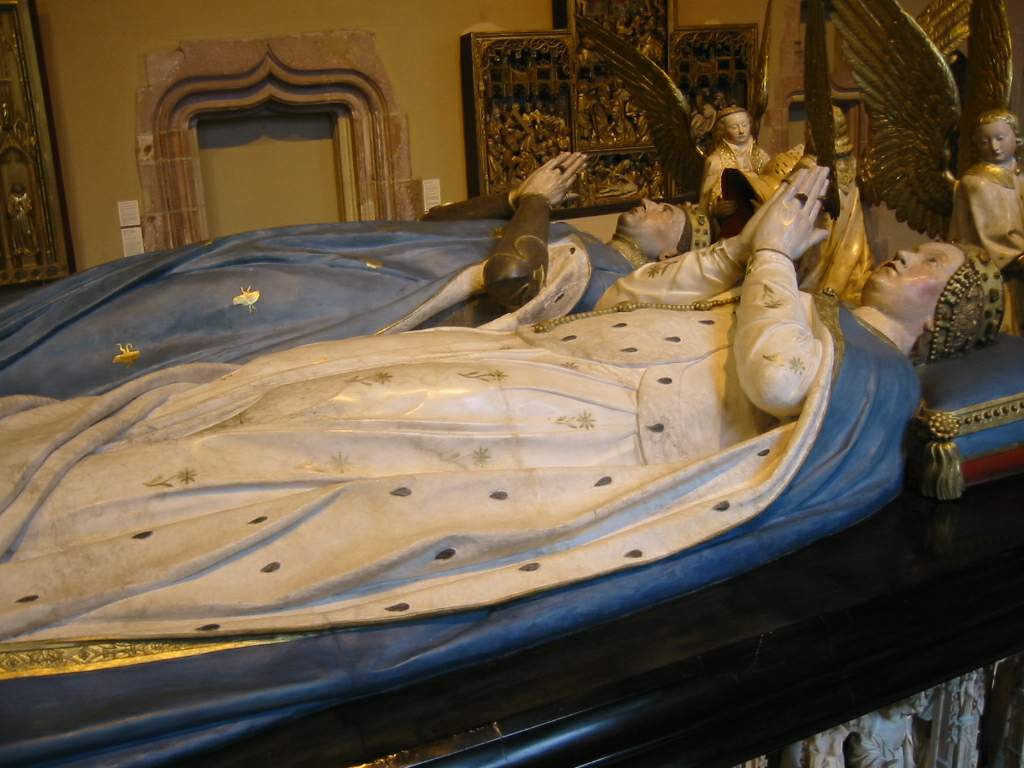
Деталь надгробия
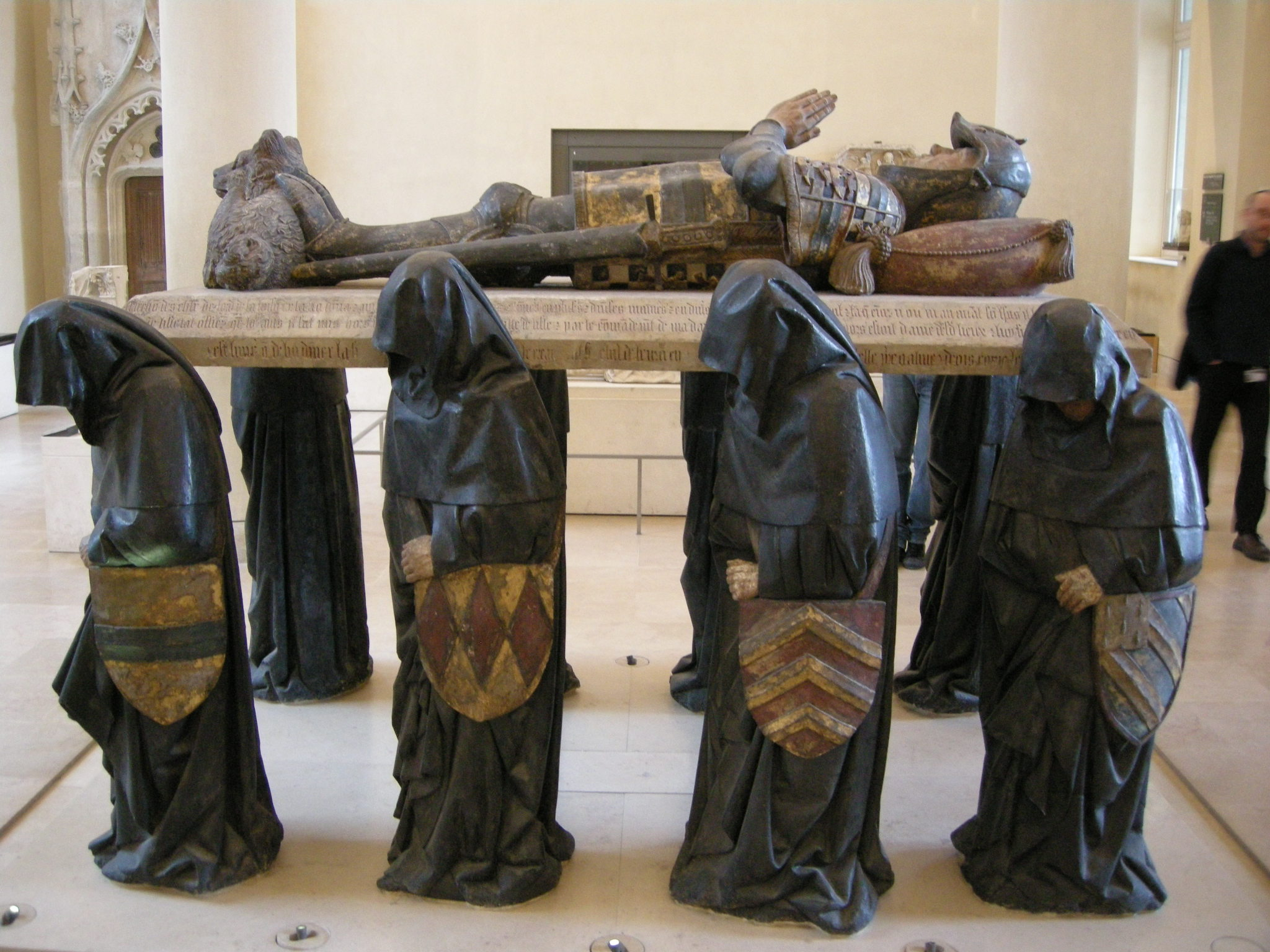
Надгробие бургундского сенешаля Филиппа По. 1483. Известняк, роспись. Лувр, Париж
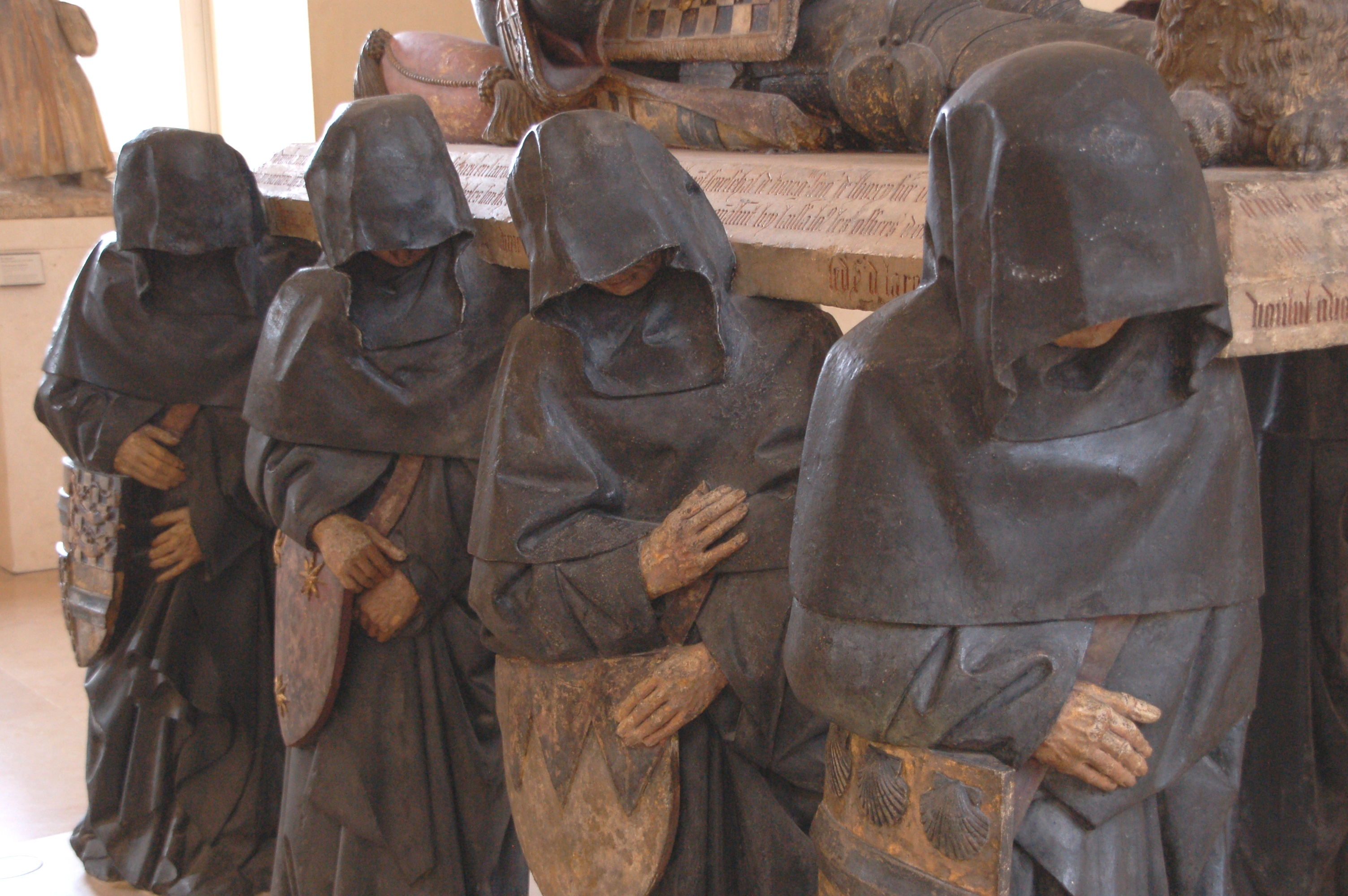
Деталь надгробия